# Добрынин, Николай Никитич
Никола́й Ники́тич Добры́нин (11 ноября 1811, Тула, Тульская губерния, Российская империя — 13 декабря 1887, там же) — тульский городской голова, назначавшийся на эту должность семь раз (с перерывами) и занимавший её в общей сложности в течение 25 лет, статский советник. Потомственный дворянин, потомственный почётный гражданин и первой гильдии купец. Русский предприниматель и благотворитель.

## Биография
Николай Никитич Добрынин родился в Туле в многодетной купеческой семье, принадлежащей знатной династии купцов Добрыниных. Получил домашнее образование. Затем занимался купеческой деятельностью, помогая отцу Никите Андреевичу в торговых делах, и к 1846 году уже пребывал купцом 2-й гильдии и почётным гражданином.
В декабре 1846 года тульским городским обществом впервые был избран на пост городского головы на очередное трёхлетие. Исполнение прямых должностных обязанностей активно совмещал с благотворительной деятельностью. В период пребывания в указанной должности, с декабря 1846 г. по январь 1850 г., неоднократно удостаивался Высочайших благодарностей и благоволений за такую деятельность, в том числе, изложенных в нескольких рескриптах, от императора Николая I и императрицы Александры Фёдоровны.
В годы Крымской войны 1853—1856 гг. неоднократно вносил солидные пожертвования на нужды Русской императорской армии и семей нижних чинов. За это в 1858 году дважды награждался тёмно-бронзовой медалью «В память войны 1853—1856». Это был редкий как минимум, а может быть и уникальный случай в истории награждения указанной медалью гражданских чинов.
В январе 1856 года Н. Н. Добрынин по выбору тульского городского общества вновь вступил в должность городского головы и пребывал в этой должности уже два трёхлетних срока подряд, по декабрь 1861 года. За службу городским головой в течение трёх сроков ему было разрешено ношение мундира, присвоенного по этой должности с шитьём на воротнике и обшлагах для Министерства внутренних дел по соответствующему разряду.
При вступлении в должность городского головы в 1856 году он был утверждён директором Тюремного комитета. Тульским уездным земским собранием в 1869 году Н. Н. Добрынин был избран почётным мировым судьёй Тульского округа и каждые три года избирался на эту должность вплоть до 1884 года.
На основании Высочайше утверждённого городового положения от 16 июня 1870 года, согласно которому последовало преобразование городских общественных самоуправлений, в декабре 1870 года собранием гласных от города Н. Н. Добрынин был избран городским головой на первое четырёхлетие. В этом же году ему был вручён соответствующий должностной знак на серебряной цепи. В продолжение последующих 2-го, 3-го и 4-го четырёхлетий подряд Н. Н. Добрынин неизменно избирался на должность городского головы и состоял в этой должности до января 1887 года. Таким образом, общая продолжительность пребывания им в указанной должности составила 25 лет, а общее число баллотирований семь раз. Случай такой же уникальный как и двойное награждение медалью «В память войны 1853—1856».
Пребывая на посту тульского городского головы, Н. Н. Добрынин по-прежнему продолжал благотворительную деятельность, суть которой состояла в основном в крупных пожертвованиях денежных средств, как на государственные нужды, так и на нужды простых людей. Это подтверждается его формулярным списком. По должности городского головы он ещё в 1847 году стал членом Тульского губернского попечительства детских приютов, начав со скромной должности казначея попечительства. С годами пребывание и работа в попечительстве стали уже его призванием, и уже в 1865 году он был назначен директором Тульского Николаевского детского приюта. Чуть позже Н. Н. Добрынин пожертвовал приюту принадлежащий ему лично большой участок земли с садом и приобрёл соседний дом, который вошёл в комплекс зданий всего приюта. За это ему была объявлена признательность Их императорских величеств. Помимо Николаевского детского приюта Н. Н. Добрынин был назначен ещё и на пост председателя попечительного совета Тульской женской гимназии в 1873 году.
В декабре 1877 года именным Высочайшим приказом, отданным Правительствующему Сенату, Н. Н. Добрынину всемилостливейше было пожаловано дворянское достоинство с нисходящим от него потомством — «в ознаменование столетней деятельности торгового дома Добрыниных, члены коего постоянно отличались как на поприще торговли и промышленности, так и на общественной службе, участвуя в разных благотворительных делах». В 1879 году Н. Н. Добрынин исходатайствовал перед тульским Дворянским депутатским собранием своё внесение в первую часть Дворянской родословной книги Тульской губернии. И в том же году ему была выдана жалованная грамота о внесении его рода в родословную книгу дворян Тульской губернии, а также пожалован Высочайше утверждённый диплом с описанием родового герба Добрыниных.
Н. Н. Добрынин как городской голова дважды призывался на коронацию государей — Александра II в 1856 г. и Александра III в 1883 г.
Преклонный возраст и тяжёлая болезнь не позволили Н. Н. Добрынину баллотироваться в очередной раз на должность тульского градоначальника в 1887 году. Он скончался 1 (13) декабря 1887 года в Туле и был похоронен на Всехсвятском кладбище города. Газета «Тульские губернские ведомости» так освещала это траурное событие:

«1 декабря в 3 ч. ночи скончался на 77 году жизни после продолжительной и тяжкой болезни ст. сов. Николай Никитич Добрынин. Покойный родился в Туле 29 октября 1811 года и в течение 25 лет исполнял должность Тульского Городского Головы, а также долгое время служил по благотворительным учреждениям г. Тулы, за что неоднократно удостаивался Высочайших наград — будучи директором Тульского Николаевского детского приюта покойный Н. Н. Добрынин пожертвовал этому учреждению участок земли с садом, за что ему объявлена была Высочайшая признательность. Кроме того покойный известен был в Туле своим добрым сердцем и щедрою благотворительностью».
— Тульская областная универсальная научная библиотека. Отдел редкой книги. 
 Газета «Тульские губернские ведомости» от 5 декабря 1887 года за № 97, часть неофициальная.

## Награды
По состоянию на 1879 год Н. Н. Добрынин был удостоен следующих наград:
- Золотая медаль с надписью «За усердие» для ношения на Анненской ленте в награду усердной и ревностной службы, 26 августа 1856 г.
- Персидский орден Льва и Солнца 3-й степени с Высочайшим разрешением принять и носить 7 ноября 1857 г.
- Медаль «В память войны 1853—1856» гг. для ношения в петлице на Анненской ленте за сделанные им пожертвования на военные надобности, 13 ноября 1858 г.
- Медаль «В память войны 1853—1856» гг. для ношения на Анненской ленте по службе в Тульском губернском попечительстве тульских детских приютов, 18 декабря 1858 г.
- Золотая медаль с надписью «За усердие» для ношения на Владимирской ленте, 11 февраля 1860 г.
- Орден Святого Станислава 3-й степени за усердно-отличную службу и особые труды, 30 августа 1861 г.
- Орден Святой Анны 3-й степени в воздаяние усердной и беспорочной службы в продолжении 12 лет в одной и той же должности не ниже 8-го класса, 3 февраля 1863 г.
- Орден Святого Станислава 2-й степени за особые усердия и пожертвования, 16 июня 1867 г.
- Императорская корона к ордену Святого Станислава 2-й степени за отличное усердие и особые труды, 20 мая 1872 г.
- Орден Святой Анны 2 степени за отличное усердие и особые труды, 3 августа 1873 г.
- Орден Святого Владимира 3-й степени, 1883 г.[к 2]
- Медаль «В память коронации императора Александра III», 1883 г.
- Многочисленные Высочайшие благоволения и благодарности, в том числе, и объявленные в рескриптах.

## Память
Решением Тульской городской Думы от 20 июля 2011 года память Н. Н. Добрынина увековечена мемориальной доской, установленной на доме, в котором ранее жили разные поколения семьи Добрыниных. Кроме этого, на Всехсвятском кладбище города Тулы был установлен памятный знак всему роду Добрыниных.